# جيورجي شاكفيتادزي
جيورجي شاكفيتادزي (29 أغسطس 1999 بتبليسي في جورجيا - ) هو لاعب كرة قدم جورجي في مركز الوسط. لعب مع نادي غينت.

## مسيرته الكروية
لعب جيورجي شاكفيتادزي خلال مسيرته الاحترافية مع ناديين في خمسة مواسم وسجل خلالها 11 هدفًا ضمن 77 مباراة. ولم يفز بأي موسم بالكأس أو بالدوري.
خاض جيورجي شاكفيتادزي مسيرته مع نادي دينامو تبليسي في عامي 2016-2018 ولمدة موسمين، مشاركًا في 26 مباراة سجل خلالها 5 أهداف. ثم انتقل إلى نادي غينت في موسم 2017–18 واستمر معه طيلة ثلاثة مواسم، حيث شارك في 51 مباراة سجل خلالها 6 أهداف.

## وصلات خارجية
- جيورجي شاكفيتادزي على موقع الاتحاد الأوربي (الإنجليزية)
- جيورجي شاكفيتادزي على موقع قاعدة بيانات كرة القدم.إي يو (الإنجليزية)
- جيورجي شاكفيتادزي على موقع ناشيونال فوتبول تيمز (الإنجليزية)
- جيورجي شاكفيتادزي على موقع Soccerbase.com (لاعب) (الإنجليزية)
- جيورجي شاكفيتادزي على موقع Soccerway.com (الإنجليزية)
- جيورجي شاكفيتادزي على موقع عالم كرة القدم.نت (الإنجليزية)